# Vermessungstechniker

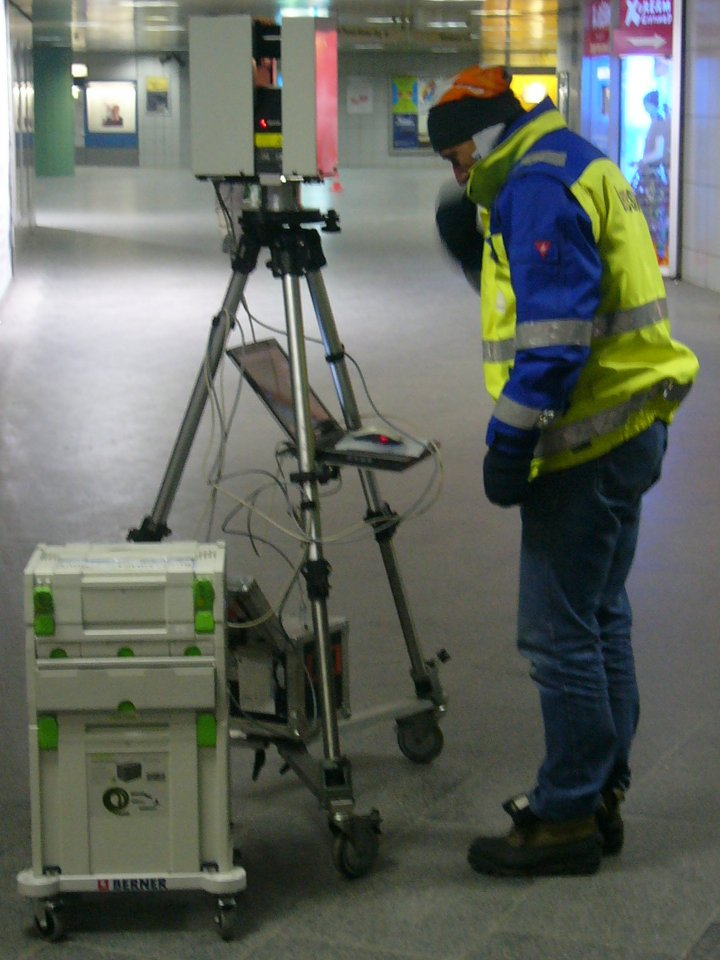
Vermessungstechniker mit Instrument (Laserscanner)

Vermessungstechniker ist ein Ausbildungsberuf und eine Berufsbezeichnung im Vermessungswesen in Österreich und der Bundesrepublik Deutschland.
Im Status entsprechen Vermessungstechniker einem technischen Angestellten. Sie führen in Vermessungsbüros oder -ämtern den Großteil des Außendienstes und der anschließenden Berechnungen durch. Durch ihre Ausbildung sind sie in der Lage, selbständig zu arbeiten. Sie benötigen nur bei besonders schwierigen Aufgaben die Unterstützung eines Vermessungsingenieurs.
Die Hauptaufgabe ist die Datengewinnung für
- Geländeaufnahmen (Lage- und Höhenmessungen)
- Katastervermessungen und die zugehörigen Erhebungen
- technische und Bauvermessungen samt zugehörigen Absteckungen
- Rohstoff-Lagerstätten (Steinbrüche, Bergwerke),
- Industrievermessung (Maschinenbau),
- Umweltschutz.

Im Büro- und Innendienst werten sie die gesammelten Messdaten am Computer aus und verarbeiten diese mit entsprechender Grafik- und Drucktechnik zu Karten und Plänen weiter.

## Ausbildung

### Deutschland

Struktur der Berufe in der Geoinformationstechnologie

Der Ausbildungsberuf ist nach dem Berufsbildungsgesetz (BBiG) anerkannt und neben dem Geomatiker Teil der Berufsausbildung in der Geoinformation. Am 1. August 2010 trat eine gemeinsame Ausbildungsordnung für die Fachrichtungen Vermessung und Bergvermessung in Kraft.
Die Ausbildung dauert drei Jahre und erfolgt im dualen System an Berufsschulen und in Ausbildungsbetrieben. Sie findet hauptsächlich im öffentlichen Dienst (Behörden für Geoinformation), bei Öffentlich bestellten Vermessungsingenieuren (ÖbVI) und privaten Ingenieurbüros statt. Die betriebliche Ausbildung wird durch Berufsschulunterricht in Fachtheorie und allgemeinbildenden Fächern begleitet. Eine bestimmte schulische Vorbildung ist nicht vorgeschrieben, von den Ausbildungsstätten wird mindestens ein guter Realschulabschluss erwartet.

#### Inhalte
Gemäß dem Ausbildungsrahmenplan erfolgt im ersten Ausbildungsjahr eine gemeinsame Qualifikation mit den Geomatikern. Hierbei stehen Rechts- und Verwaltungsvorschriften, die Grundlagen der Geoinformation und Prozesse des Geodatenmanagements (erfassen, bearbeiten, auswerten, visualisieren von Daten) im Mittelpunkt. Im zweiten Jahr werden berufsspezifische Kenntnisse über vermessungstechnische Methodik wie Umgang mit Instrumenten und Geoinformationssystemen oder Berechnungen und Visualisierungsmöglichkeiten vermittelt. Schließlich liegt im dritten Jahr der Schwerpunkt auf der jeweiligen Fachrichtung.

#### Fachrichtungen
Im dritten Lehrjahr erfolgt die speziellere Ausbildung in einer der beiden eingerichteten Fachrichtungen Vermessung oder Bergvermessung.
In der Fachrichtung Vermessung liegt der Fokus auf der technischen Vermessung, den Liegenschaftskatastern und Bauordnungen. Im Bereich Bergvermessung werden bergbauspezifische Vermessungsmethoden, das Erfassen und Darstellen von Lagerstätten sowie Bergbautechnik gelehrt.

#### Abschlussprüfung
Zu Beginn des zweiten Ausbildungsjahres findet eine schriftliche Zwischenprüfung statt. Am Ende der Ausbildung findet eine Abschlussprüfung statt, die aus vier praktischen Teilen und einem Fachgespräch besteht. Im praktischen Teil soll der Prüfling entweder einen betrieblichen Auftrag durchführen und dokumentieren bzw. Fallbeispiele und Aufgaben beraten. Der erfolgreiche Besuch der Berufsschule wird ebenfalls mit einem Abschlusszeugnis bescheinigt. Dieses ist bei Vorliegen des Sekundarabschlusses I (Realschulabschluss) und dem erfolgreichen Ablegen der Abschlussprüfung Voraussetzung für die Aufnahme in die Fachoberschule.

### Österreich
Wie in Deutschland lautet in Österreich die offizielle Bezeichnung nach dem Berufsausbildungsgesetz (BAG) Vermessungstechniker. Es gibt keine Fachrichtungen zur Auswahl und der Schwerpunkt liegt stärker auf dem Bereich Landvermessung, wobei die dazugehörenden Ausbildungsinhalte weitgehend ident zu Deutschland sind. Lehrlinge der Vermessungstechnik durchlaufen eine dreieinhalbjährige duale Ausbildung und beenden diese mit der Lehrabschlussprüfung. Diese Prüfung ermöglicht in Österreich auch den Zugang zur Berufsmatura (Berufsreifeprüfung) und in Folge zu Höherqualifizierungen an Kollegs, Fachhochschulen und Universitäten. So werden für den Bereich Geoinformation und -datenmanagement einige akademische Ausbildungen angeboten. Vermessungstechniker können über Kurse und nach Ablegen der Befähigungsprüfung im Bereich der Technischen Ingenieure selbstständig tätig werden.

## Betätigungsfeld
Die Aufgaben eines Vermessungstechnikers liegen im Innen- und im Außendienst. Computerunterstützte Messverfahren verringern zunehmend den zeitlichen Aufwand im Außendienst, wodurch im Außendienst der privaten Büros oft nur noch ein Vermessungstechniker notwendig ist. Ein Mitarbeiter hat dadurch seine eigenen Vermessungsaufträge, für die er verantwortlich ist.